# Lucius Junius Brutus

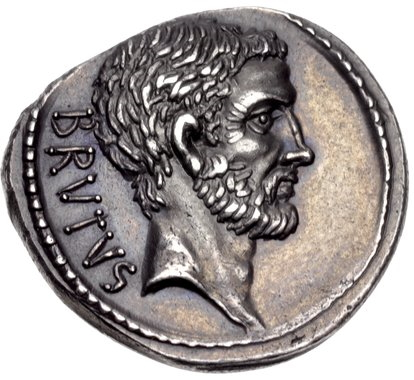
Lucius Junius Brutus på denarius präglad av Marcus Junius Brutus

Lucius Junius Brutus var, enligt den senare romerske historieskrivaren Titus Livius, en av grundarna av den romerska republiken 509 f.Kr. och även en av de första konsulerna, vald samma år.

## Bakgrund
Enligt Titus Livius hade Romerska riket alltsedan bildandet regerats av kungar, varav Lucius Tarquinius Priscus var den femte och hans son Lucius Tarquinius Superbus den sjunde. Dessa var kända för sin grymhet och sin hänsynslöshet. Många som opponerat sig eller ansågs vara motståndare hade dödats eller landsförvisats. Lucius Junius var son till Tarquinius Superbus syster Tarquinia. Då han visste att många i kungens närhet fått släppa livet till, bland dem hans egen bror, så tog han sig tillnamnet Brutus (den dumme) och spelade enfaldig.

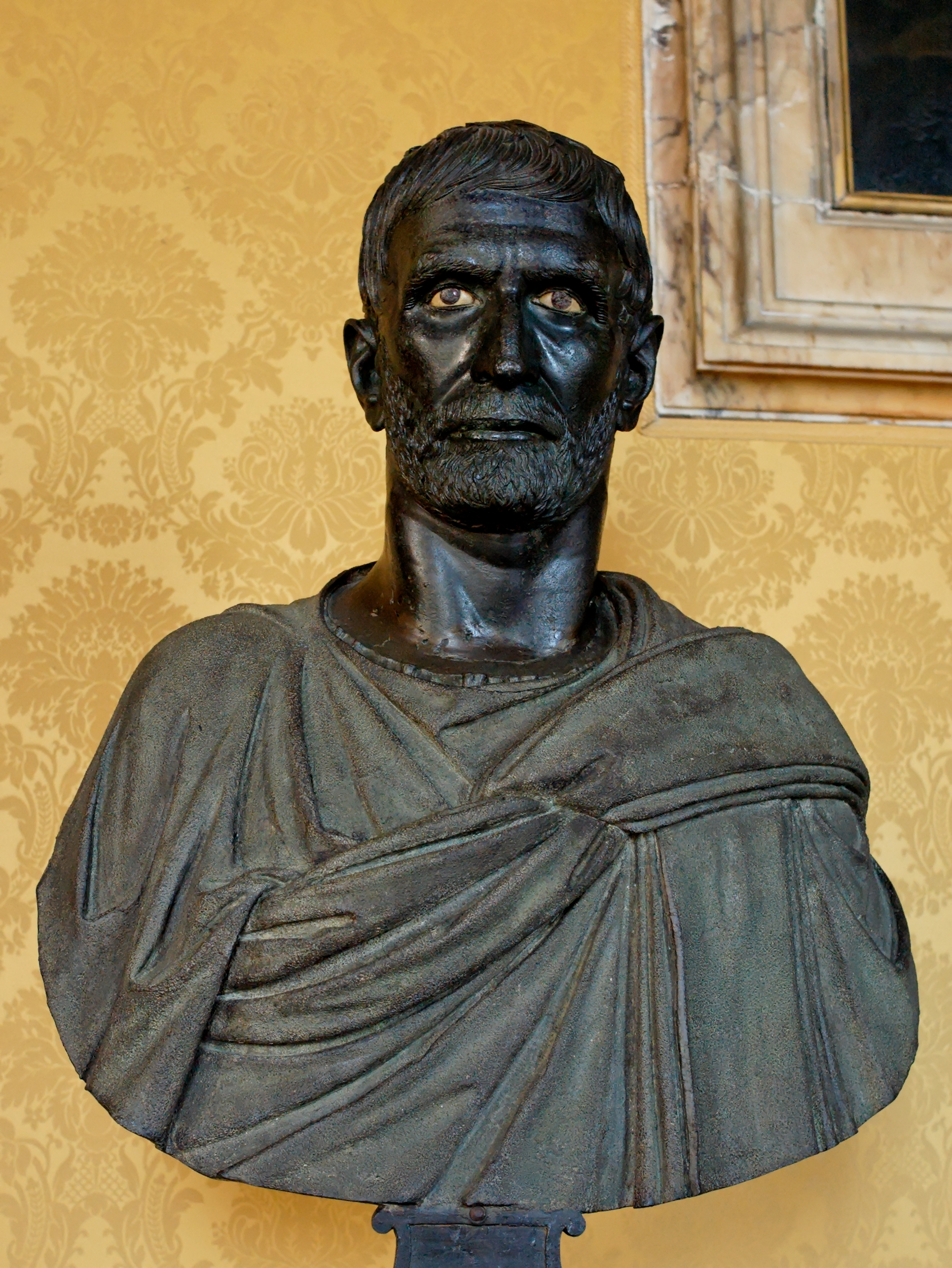
Byst av Brutus.
Kapitolinska museerna, Rom.

## Oraklet i Delfi
Tarquinius Superbus söner, Titus och Aruns, företog en resa till Grekland och Brutus fick följa med, mera som narr än som sällskap.
Vidskepliga som de var tillfrågade sönerna oraklet i Delfi vem den "Romerska kronan" skulle tillfalla. Från djupet av grottan ska då detta svar ha hörts: "Högsta makten i Rom skall den af eder, I ynglingar, hafva, som först kysser sin moder." Bröderna bestämde att brodern Sextus Tarquinius, som stannat kvar i Rom, skulle förbli okunnig om svaret. Själva skulle de lotta om rätten att kyssa sin mor.
Brutus tolkade Pythias svar på annat sätt och låtsades snava, när de återvänt till Rom, varvid han kysste jorden såsom varande alla dödligas gemensamma moder.

## Våldtäkten på Lucretia
Sedan Lucretia under hot om döden och vanära våldtagits av Sextus Tarquinius, tillkallade hon, tröstlös över sitt olycksöde, sin far i Rom och sin man, Lucius Tarquinius Collatinus, som strax anlände tillsammans med sin vän Brutus. Hon berättade under tårar och smärta vad som hade hänt och tog ett löfte av dem att hämnas. Hon tryckte sedan en dolk i hjärtat och föll döende ned i sitt blod.

## Brutus ed
Brutus ryckte ut dolken och lyfte den drypande av blod och avlade denna ed. "Jag svär vid detta blod, det renaste, innan det af en konungsson skändades, och eder, I gudar! tager jag till vittnen, att jag ifrån denna stund, med svärd, med eld, med hvarje våldsamt medel i min förmåga, skall förfölja Lucius Tarquinius Despoten, hans gudlösa maka och hela hans stam, och aldrig tillåta att de, eller någon annan, såsom konungar, herrska i Rom."
Brutus begav sig sedan till Rom där han på Forum Romanum höll ett fördömande tal som ledde till upplopp. Han skyndade sedan till Ardea där kungens här var samlad.
Under tiden hade Tarquinius Superbus skyndat mot Rom. Han blev inte insläppt utan förklarades avsatt och landsförvisad. Tillsammans med sin hustru och sönerna Titus och Arun gick han i landsflykt i Cære i Etrurien.

## Republiken bildas
Brutus valdes samtidigt med Lucretias man, Lucius Tarquinius Collatinus, till konsul 509 f.Kr..

Det första han tycks ha gjort vara att få sin medkonsul Lucius godkännande av att han, Brutus, skulle bli consul maior, det vill säga bli verkställande konsul den första månaden. Såsom sådan hade han rätt att verkställa eller låta verkställa alla beslut genom liktorerna, som framför sig bar fasces till tecken på den verkställande makt de utövade.
Det första han sedan gjorde var att låta senaten ta ed på att "aldrig tåla någon konung i Rom". För att sedan ge senaten mer styrka upptog han nya medlemmar, hämtade från det förnämsta ridderskapet så att senatens medlemmar åter uppgick till 300. De tidigare medlemmarna betecknades Patres, de nya Conscripti, det vill säga nyinvalda.
Hans tid som konsul tycks inte vara problemfri. Några av Tarquiniernas vänner saknade friheten och utsvävningarna och ansåg att reglerna om jämlikhet hade begränsat deras makt. De mottog brev från Lucius Tarquinius Superbus och planerade att i hemlighet motta denne och dennes familj i Rom. Bland de som sammangaddat sig fanns Vitellus, bror till Brutus maka och även Brutus egna två söner med henne, Titus och Tiberius.

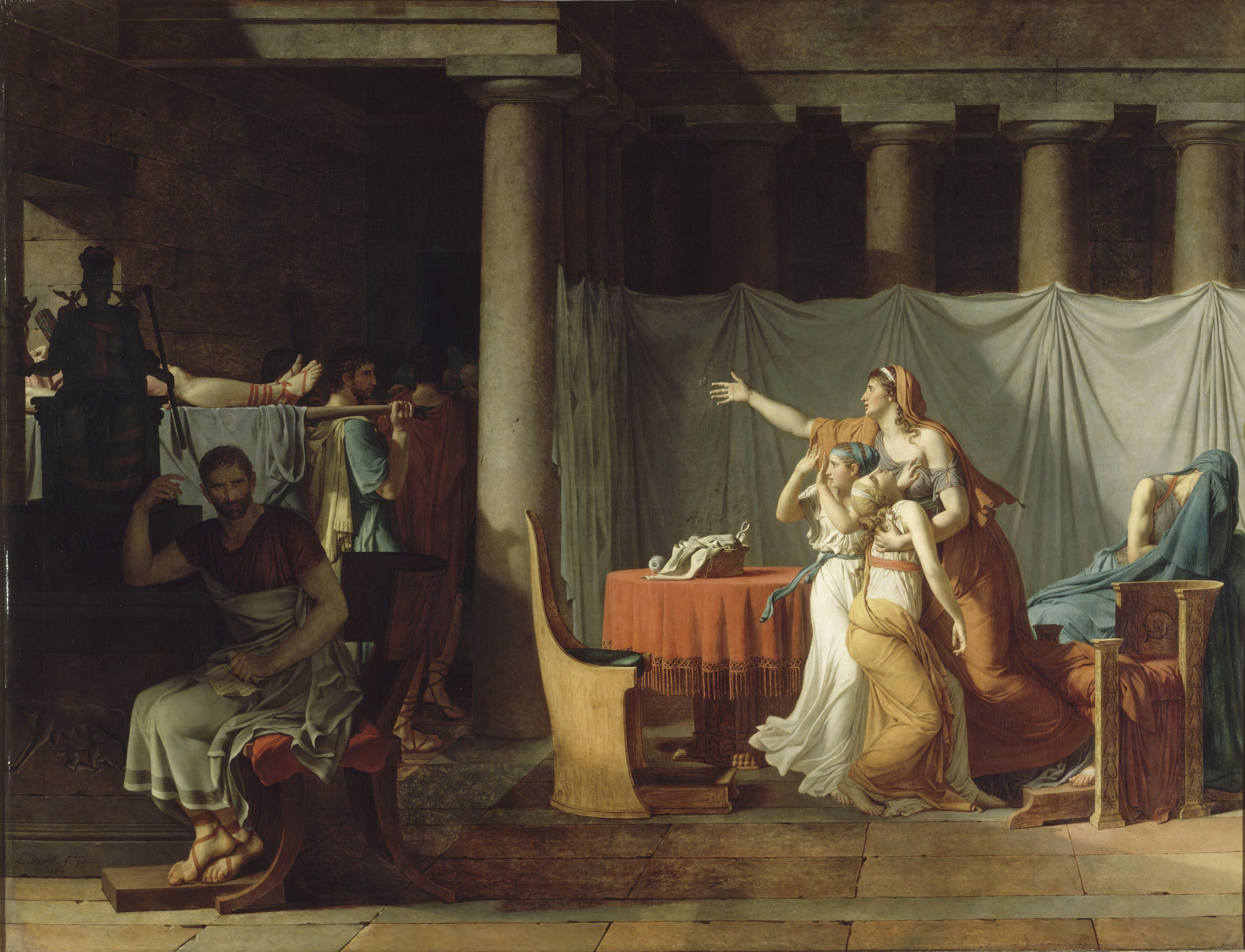
Kropparna av Brutus söner lämnas av liktorerna till fadern.
Louvren, Paris.

Sedan komplotten avslöjats genom en vaken slav, togs de flesta av deltagarna i komplotten, med hjälp av Publius Valerius Publicola, till fånga, bland dem Titus och Tiberius. De dömdes alla till döden och sedan konsulerna intagit sina säten, sändes liktorerna att verkställa dödsstraffet. De brottsliga kläddes nakna, fick slita spö och halshöggs. Under tiden var alla blickar riktade på fadern. Man såg vad han kände som fader under det han straffade som ämbetsman.
Slaven fick, förutom en penninggåva, friheten och borgarrätt. Han sägs vara den första slav som fick sin frihet. Man tror att själva namnet på befrielsestaven (Vindicta) fått sitt namn efter den frigivne vars namn sägs ha varit Vindicius.
Brutus fick sedan sin medkonsul Collatinus att avgå som konsul och flytta från Rom. Brutus utverkade därefter att senaten beslutade att alla av den Tarquinska ätten skulle förklaras landsflyktiga. Därefter valdes Publius Valerius Publicola till medkonsul, som tack för att han hjälpt till att störta enväldet.

## Brutus död
Brutus råkade år 495 f.Kr. under ett slag utanför Rom i strid med Aruns Tarquinius, och båda genomborrade varandra med sina lansar och sjönk döende ned ur sina sadlar.
Striden mellan romare och etrusker kunde inte avgöras. Under natten smög dock etruskerna bort så när morgonen grydde utropade konsul Valerius romarna som segrare. Brutus begravdes med all prakt och sörjdes i ett år av Roms fruar.

## Övrigt
Brutus torde vara anfader till den Marcus Junius Brutus som deltog i mordet på Julius Caesar.

## Fotnoter
1. 1 2 3  Digital Prosopography of the Roman Republic, Digital Prosopography of the Roman Republic-ID: 1, läst: 8 januari 2021.[källa från Wikidata]
2. 1 2  Thomas Robert Shannon Broughton, The Magistrates of the Roman Republic, Society for Classical Studies, 1951, 1952, 1960 och 1986, ISBN 0-89130-812-1.[källa från Wikidata]
3. 1 2 3 4 5  läs online, www.strachan.dk .[källa från Wikidata]
4. ↑  Titus Livius Ab Urbe Condita KAP 60 http://cornelius.tacitus.nu/rom/livius/1g.htm#60
5. ↑  Titus Livius Ab Urbe Condita KAP 56 http://cornelius.tacitus.nu/rom/livius/1g.htm#56
6. ↑  Titus Livius Ab Urbe Condita KAP 56 slutet http://cornelius.tacitus.nu/rom/livius/1g.htm#56
7. ↑  Titus Livius Ab Urbe Condita KAP 58 slutet http://cornelius.tacitus.nu/rom/livius/1g.htm#58
8. ↑  Titus Livius Ab Urbe Condita Bok 1 KAP 60 slutet http://cornelius.tacitus.nu/rom/livius/1g.htm#60
9. ↑  Titus Livius Ab Urbe Condita Bok 2 KAP 1  http://cornelius.tacitus.nu/rom/livius/1g.htm
10. ↑  Titus Livius Ab Urbe Condita Bok 2 KAP 1  slutet http://cornelius.tacitus.nu/rom/livius/2a.htm#1
11. ↑  Titus Livius Ab Urbe Condita Bok 2 KAP 4 - 6 http://cornelius.tacitus.nu/rom/livius/2a.htm#4
12. ↑  Titus Livius Ab Urbe Condita Bok 2 KAP 6 http://cornelius.tacitus.nu/rom/livius/2a.htm#6
13. ↑  Titus Livius Ab Urbe Condita Bok 2 KAP 7 http://cornelius.tacitus.nu/rom/livius/2a.htm#7